# Momoyo Koyama
Momoyo Koyama (小山 百代?, Koyama Momoyo; Sapporo, 30 novembre 1995) è un'attrice, doppiatrice e cantante giapponese affiliata con la Stardust Promotion.
È nota per aver interpretato Sailor Mercury in due adattamenti teatrali di Sailor Moon nel 2014 e nel 2015 e per aver interpretato Karen Aijō, la protagonista del franchise multimediale Shōjo kageki revue Starlight. È anche membro del gruppo musicale SoundOrion.

## Biografia
Koyama è nata nell'Hokkaidō il 30 novembre 1995. Sua madre è un'insegnante di scuola materna. Sin da piccola ha avuto un interesse per la recitazione, in particolare dopo aver visto gli adattamenti teatrali della serie manga Sailor Moon ha dichiarato che sarebbe stato il suo sogno esibirsi in un'opera teatrale della serie.
Koyama viene ingaggiata dallo studio di recitazione Egg di Sapporo nel 2007, ed inizia ad esibirsi in diverse rappresentazioni teatrali in Hokkaido. Nel 2014 è stata scelta come Sailor Mercury nel musical teatrale Sailor Moon: Petite Étrangère, e riprende il ruolo l'anno successivo nel musical teatrale Sailor Moon: Un Nouveau Voyage. Ad un certo punto della sua carriera, poiché non era sicura di ciò che il suo futuro avrebbe tenuto, ha considerato di ritirarsi dalla recitazione per perseguire una carriera diversa. A seguito di una raccomandazione del regista degli spettacoli teatrali di Sailor Moon, che fu sorpresa nel sapere che non fosse una doppiatrice, decise di provare questa strada. Dopo aver superato un'audizione tenuta dalla Stardust Promotion, nel 2017 si è affiliata con loro e si è trasferita a Tokyo.
Nel 2017, Koyama è stata scelta per il ruolo di Karen Aijō, la protagonista del franchise multimediale Shōjo kageki revue Starlight. La sua partecipazione alla serie è iniziata quando ha interpretato Karen nella rappresentazione teatrale del franchise, che inizialmente è stata eseguita al Teatro AiiA 2.5 di Tokyo; riprende il ruolo nella serie televisiva anime del 2018. Per promuovere la serie, è apparsa ai pannelli del C3 AFA Singapore e CharaExpo USA nel 2018. È stata anche scelta per interpretare il ruolo di Haruka Shima nel franchise multimediale Onsen Musume. Nel 2019, lei e altre due attrici vocali di Hokkaido, Miharu Hanai e Reia Hayasaka, hanno iniziato a ospitare un programma radiofonico su STV Radio.